# チュルナ・ナ・コロシュケム
チュルナ・ナ・コロシュケム（Črna na Koroškem, Črna pri Prevaljah, ドイツ語：Schwarzenbach (bei Prävali)）は、スロベニアのコロシュカ地方に位置する市である。スロベニア人スキーヤーのティナ・マゼ (Tina Maze) とミチャ・クンツ (Mitja Kunc) の出身地である。